# S0-102
S0-102，是一颗恒星，十分靠近银河系中心，并接近无线电波源人马座A*，环绕其运行的周期为11.5年。
该恒星于2012年发现，为迄今已发现的距银河系中心黑洞最近的恒星，是由洛杉矶加州大学教授安德烈娅·吉兹（Andrea M. Ghez）领导的小组发现的。
凱克天文台自2000到2012年間觀測S0-102的運動，並得知了它以順時針方向環繞人马座A* 的完整軌道。觀測人马座A*中心附近兩顆恆星完整週期的軌道運動可以求得人马座A*的重力位。而這些恆星周圍可能有大量暗物質存在。通过研究该恒星，可以观察该恒星受到黑洞附近扭曲时空的影响，有助于验证广义相对论。